# 孔潘维尔
孔潘维尔（法語：Compainville，法語發音：[kɔ̃pɛ̃vil]）是法国滨海塞纳省的一个市镇，属于迪耶普区。

## 地理
孔潘维尔（49°39'44"N, 1°33'34"E）面积6.36 平方千米，位于法国诺曼底大区滨海塞纳省，该省份为法国北部沿海省份，其西部及北部濒大西洋英吉利海峡，东起顺时针与索姆省、瓦兹省、厄尔省和卡爾瓦多斯省接壤。
与孔潘维尔接壤的市镇（或旧市镇、城区）包括：博贝克-拉罗西耶尔、加耶方丹、塞爾克。

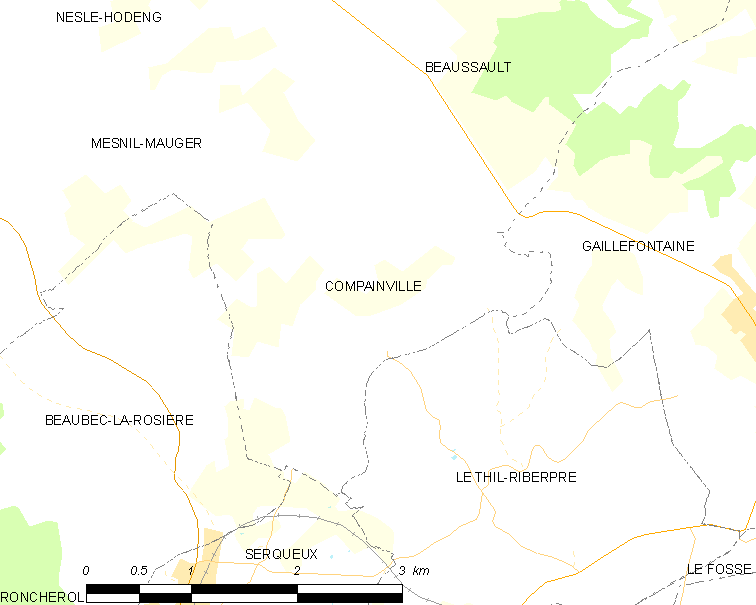
孔潘维尔的OSM定位图

孔潘维尔的时区为UTC+01:00、UTC+02:00（夏令时）。

## 行政
孔潘维尔的邮政编码为76440，INSEE市镇编码为76185。

## 政治
孔潘维尔所属的省级选区为布赖地区古尔奈县。

## 人口

1962-2008年间孔潘维尔人口变化图示

孔潘维尔于2022年1月1日时的人口数量为166人。